# Sally Bishop
Sally Bishop er en britisk stumfilm fra 1916 af George Pearson.

## Medvirkende
- Marjorie Villis - Sally Bishop
- Aurelio Sidney - John Traill
- Peggy Hyland - Janet Hallard
- Alice De Winton - Mrs Durlacher
- Jack Leigh - Arthur
- Christine Rayner - Miss Standish Rowe
- Hugh Croise - Charles Devenish
- Fred Rains - Reverend Bishop